# Carthamus matritensis
Carthamus matritensis là một loài thực vật có hoa trong họ Cúc. Loài này được (Pau) Greuter mô tả khoa học đầu tiên năm 2003.